# Zondervan
Zondervan es una casa editorial  cristiana evangélica. Su sede está en Grand Rapids (Míchigan), Estados Unidos.

## Historia
Zondervan fue fundada en 1931 en Grandville, cerca de Grand Rapids (Míchigan) por dos hermanos, Peter Zondervan y Bernard Zondervan. Entonces el negocio comenzó en la granja familiar. Luego se mudó a Grand Rapids (Míchigan). En 1988, la empresa fue comprada por HarperCollins.